# Boris Korczak
Boris Sielicki-Korczak (* 11. Februar 1939 in Vilnius, damals Polen) ist ein ehemaliger polnisch-US-amerikanischer Spion.
Korczak wurde nach dem Zweiten Weltkrieg in der Volksrepublik Polen als Jugendlicher wegen staatsfeindlicher Umtriebe zu einer Gefängnisstrafe verurteilt. Im Jahr 1964 floh er nach Dänemark, wo er als politischer Flüchtling anerkannt wurde und Asyl erhielt.
Ab 1973 arbeitete er in Kopenhagen als Agent der CIA. Es gelang ihm, als Doppelagent in das KGB zu infiltrieren, wo er den Dienstgrad eines Majors erreichte. Im Jahr 1979 wurde er verraten, 1981 wurde in den USA auf ihn ein Mordanschlag mit Rizin verübt. Sein Vorhaben, gegen die CIA gerichtlich eine Geldforderung zu erstreiten, scheiterte 1996.